# Гагарин, Афанасий Фёдорович
Князь Афана́сий Фёдорович Гага́рин (XVI век — не ранее 1624 или XVII век) — сын боярский и воевода во времена правления Ивана IV Васильевича Грозного, Фёдора Ивановича, Бориса Годунова, Смутное время и царствование Михаила Фёдоровича.
Из княжеского рода Гагарины. Младший из двух сыновей князя Фёдора Семёновича Гагарина. Имел старшего брата князя Семёна Фёдоровича.

## Биография
Впервые он упоминается в 1573 году, на свадьбе Магнуса с княжной Марией Владимировной ему предстояло идти за невестой.
В 1598 году он был рындой к большому сайдаку в походе царя Бориса Годунова в Серпухов.
Затем ничего не известно о его службе до 1609 года, а в этом году и в следующем 1610 году он находился вторым на воеводстве в Кашире вместе с окольничим князем Григорием Петровичем Ромодановским. В 1611 году был там же с князем Василием Ивановичем Турениным.

### Псковское воеводство
В 1615 году он был в Пскове товарищем воеводы при Фёдоре Леонтьевиче Бутурлине. Считая необходимым усилить оборонительные средства Пскова на случай прихода шведов, царь послал туда ещё третьего воеводу, боярина Василия Петровича Морозова, и велел ему подписываться в приговорах, наказах и других делах «с товарищи». Морозов и Бутурлин должны были остаться в Пскове, а Гагарин назначен быть в походные воеводы. Очевидно, что такое решение ему не понравилось, потому что в июле 1615 года Бутурлин сообщал царю, что Гагарин, «приезжая в избу, садитца у Государевых дел и с ним с Феодором местничаетца, а князю Офонасью Гагарину с ним быть мочно». Гагарин писал царю, что ему нельзя быть меньше Бутурлина, и просил не выдавать Бутурлина без суда и без сыску.
Выдержав почти трёхмесячную осаду от шведского короля Густава II Адольфа и отбив его от Пскова, все три псковских воеводы были взысканы царской милостью: государь прислал в Псков стольника князя Татева с «жалованным словом, и о здоровье спрашивать, и с золотыми».
В январе 1616 года в Псков были назначены новые воеводы, прежние же отозваны в Москву. Князь Гагарин продолжал просить у царя суда над Бутурлиным, который, в свою очередь, просил обороны от Гагарина. 7 апреля Морозов, Бутурлин и Гагарин были у стола государева, и царь жаловал их за «псковское сиденье» кубками и шубами и велел боярам разобрать местничество Гагарина с Бутурлиным. Князь Гагарин сказал, что с самим Бутурлиным «быть ему мочно, а бьет челом на Федора для того, что иные Бутурлины худы». При этом он привёл «случаи» из прежней службы Бутурлиных, которые оказались ложны. Бояре приговорили Гагарина обвинить и за бесчестие Бутурлиных посадить его в тюрьму.

### Калужское воеводство
В 1617—1618 годах Гагарин был в Калуге товарищем воеводы Дмитрия Михайловича Пожарского. Он был отправлен в Калугу раньше назначения туда Пожарского, так как в наказе князю Пожарскому сказано, что Гагарин «готов» в Калуге. В 1617 году князь Афанасий Фёдорович местничал с Ю.В. Вердеревским и И.П. Кологривовым. Местничество было связано, что октябре Ю.В. Вердеревский прибыл с тулянами и соловлянами в Алексин, где заболел, а может быть "сказался больным" (что заподозрили в Разрядном приказе), чтобы не поступать в подчинение к стоявшему в Калуге воеводе князю А.Ф. Гагарину. Однако группа детей боярских из Тулы не явилась к нему, а принесла в декабре в Тульскую разрядную избу воеводе Г.А. Плещееву коллективную жалобу при этом "лая и позоря" Вердеревского, но протест не был признан правомерным.
25 мая 1618 года на место Гагарина отправлен Иван Александрович Колтовской, а в 1619 году он становится в Калуге главным воеводой.

### Томское воеводство
В 1623—1624 годах Гагарин был воеводой в Томске. В марте того же года он и его товарищ по воеводству Семён Дивов принимали денежную и хлебную казну у прежних воевод, князя Ивана Шаховского и Максима Радилова. Обнаружился недочёт в деньгах и хлебе. Подьячий Сергей Рукин хотел помочь прежним воеводам скрыть этот недочёт, а потому велено «сыскать» с него и «с приставом» отправить в Москву.
Едва только князь Гагарин успел освоиться на новой должности, как попал в ту же погрешность, что и его предшественники, и староста томских посадских людей подал челобитную на него и его товарища Дивова, о том что в 1624 году князь Гагарин «завладел» всем сбором «пятинного хлеба» с посадских земель и перевёз его «к себе в житницы». После смерти Гагарина его преемник Хлопов «доправил» на посадских людях «другой пятинный хлеб» за 1624 год. Имущество князя Афанасия перешли к его вдове и к его брату. Челобитчики стали искать суда и расправы на этих двух наследниках. По государеву приговору вдова была освобождена от уплаты 100 руб., которые присуждены были в пользу посадских людей, так как, по прежнему указу, подобные иски к умершим воеводам «не правят» на их семьях. Велено «доправить» с одного Дивова в пользу «челобитчиков».
У князя Гагарина были поместья в двух станах Зарайского уезда. В 1616 году его поместный оклад составлял 1000 четвертей, а денежный 90 рублей.
Оставил после себя двух сыновей: Петра (ум. 1670) и Михаила.